# Giuseppe Abbati

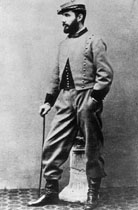
Foto von Giuseppe Abbati (ca. 1860)

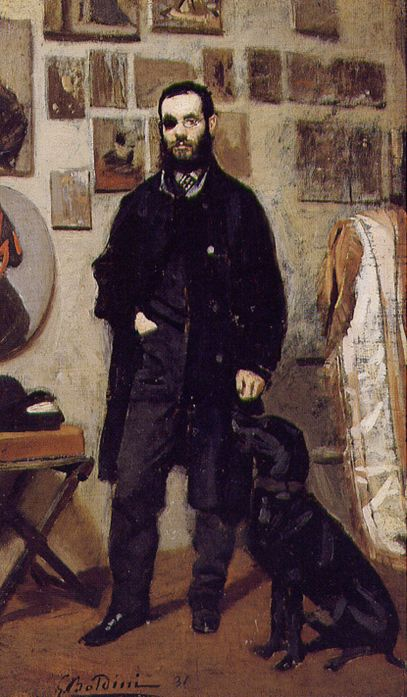
Porträt von Giuseppe Abbati (Giovanni Boldini, 1865)

Giuseppe Abbati (* 13. Januar 1836 in Neapel; † 21. Februar 1868 in Florenz) war ein italienischer Maler.
Er war ein Vertreter der Gruppe der Macchiaioli. Seine Hauptwerke sind Landschaftsgemälde und Genrebilder. Viele dieser Bilder entstanden unter freiem Himmel.

## Leben
Der 1836 in Neapel geborene Sohn des Malers Vincenzo Abbati zog mit seiner Familie 1842 nach Florenz und 1846 nach Venedig, wo er zunächst unter der Anleitung seines Vaters, dann, erneut in Florenz, ab 1850 an der Accademia delle Arti del Disegno unter Michelangelo Grigoletti und Francesco Bagnara seinen künstlerischen Stil entwickelte.
1858 kehrte die Familie nach Neapel zurück, wo Giuseppe im folgenden Jahr im Königlichen Museum ausstellte. Im Jahr 1860 nahm er am Zug der Tausend teil, dabei verlor er während eines Gefechts am Volturno ein Auge. Am Ende des Jahres zog er erneut nach Florenz und wurde Mitglied des Künstlerzirkels im Caffè Michelangelo.
1866 war er Teilnehmer am Dritten Italienischen Unabhängigkeitskrieg, wurde in der Schlacht bei Custozza gefangen genommen und in Kroatien interniert. Im Dezember 1866 kehrte er nach Florenz zurück. Am 21. Februar 1868 beging Giuseppe Abbati Suizid, um dem qualvollen Tod einer Tollwutinfektion zu entgehen, die er sich aufgrund eines Hundebisses zugezogen hatte. Er ist auf dem Friedhof Cimitero delle Porte Sante begraben.

## Werke (Auswahl)
- Interno di un monumento, um 1861
- Stradina al sole, 1863, Sammlung Jucker
- La casina dei pescatori a Castiglioncello, 1863, Privatbesitz
- Il camposanto di Pisa, 1864
- Ritratto di uomo, 1865
- Mugnone alle Cure, Privatbesitz
- Ritratto di signora, Florenz, Galleria d’Arte moderna
- Cavallo al sole, 1866, Privatbesitz
- Marina, Florenz, Galleria d’Arte moderna
- Strada di paese, Florenz, Galleria d’Arte moderna

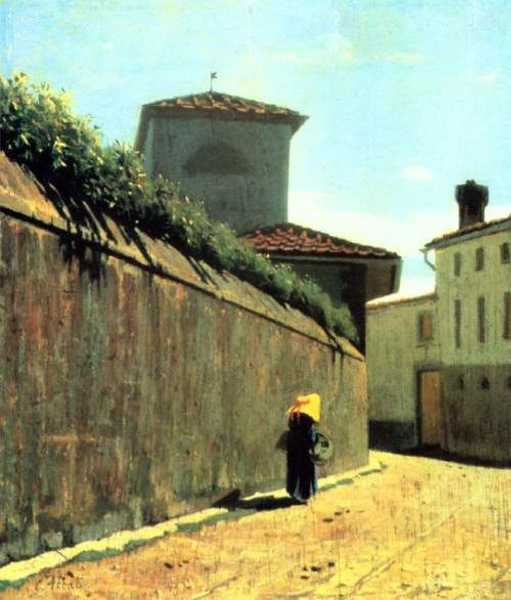
Stradina al sole, 1863–64
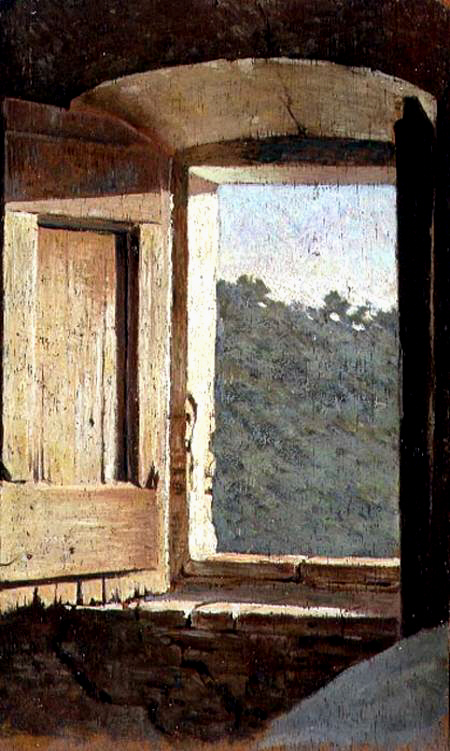
La finestra, Florenz, Palazzo Pitti
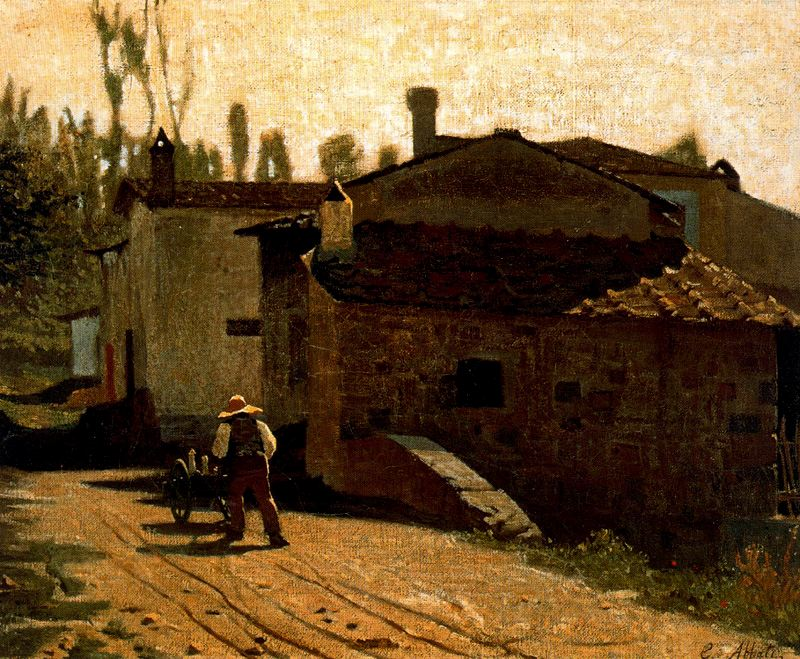
Il lattaio di Piagentina, 1864, Napoli, Museo Civico
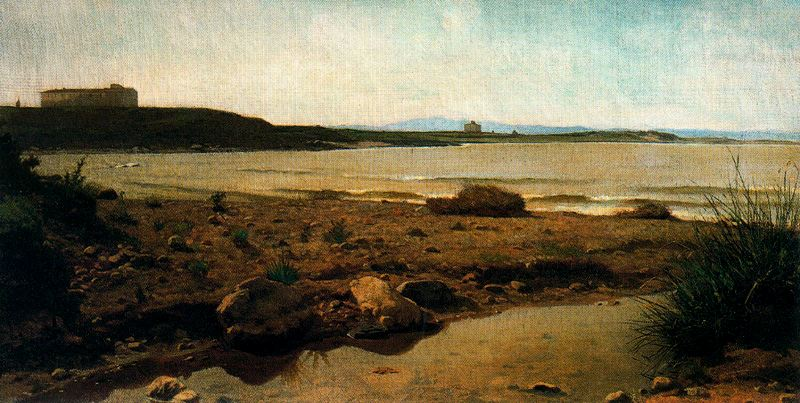
Marina a Castiglioncello, 1863, Privatbesitz